# Mogons
Mogons of Moguns was een Keltische god die werd aanbeden in Romeins Britannia en Gallia. Mogons is ook bekend onder de spellingsvarianten Mogon, Mogetios, Mogtus, Mogounos, Mogti, Mounti, Mogont en Mogunt. Er is weinig bekend over deze godheid; men is zelfs niet helemaal zeker of Mogons een enkele god of een klasse van godheden was: de Keltische godin Mogontia zou dan ook tot deze klasse behoren.

## De Romeinen
Mogons is voornamelijk bekend van Romeinse altaarinscripties gevonden in Britannia en Gallia. Mogons was geen oorspronkelijke Romeinse of Italische godheid, daar er enkel inscripties uit de Britse en Gallische gebieden van het Romeinse Rijk bekend zijn. De godheid komt ook voor in Romeins-Germaanse gebieden, maar het is onwaarschijnlijk dat Mogons een Germaanse god was, omdat de naam in niet-Romeins Germania niet voorkomt. De Rijnstreek waar Mogons werd aanbeden was oorspronkelijk Keltisch gebied, totdat de Kelten door de Germanen werden verdreven. Omdat de meeste altaren zijn gevonden in het Britse graafschap Cumbria wordt wel geopperd dat Mogons een berggod was, maar hier is geen bewijs voor gevonden. Mogons werd vooral door soldaten aanbeden en was waarschijnlijk een oorlogsgod.

## Inscripties
Mogons-inscripties werden gevonden in:
- Castra Exploratorum (Netherby Hall op de grens van Cumberland en Dumfries and Galloway) - Mogont Vitire
- Voreda (Old Penrith, Cumbria) - Mogti, Mounti
- Bremenium (High Rochester, Northumberland): Mountibus, Moguntibus (datief meervoud van Moguns)
- Vindolanda (Chesterholm, Northumberland) - Mogunti et Genio Loci
- Habitancum (West Woodburn, Northumberland) - Mogonito (datief van Mogonitus, het bijvoeglijk naamwoord van Mogons), Moguno (datief van Mogunus), Mouno, Deo Mogonito Cad...
- Mogontiacum (Mainz, Rijnland-Palts) is waarschijnlijk naar Mogons genoemd.

De volledige in Habitancum gevonden inscriptie luidt: DEO MOGONITO CAD... ET N D N AVG M G SECVNDINVS B F COS HABITANCI PRIMA STAT PRO SE ET SVI POSVIT (Aan de god Mogons, Cad... , en de goddelijke kracht van onze heer de keizer, Marcus Gavius? Secundinus, op zijn eerste stationering in Habitancum, plaatste (dit altaar) voor zichzelf en zijn huishouden). Op de inscriptie zijn enkele letters na Cad weggevallen. De streek waar Habitancum ligt was het historische gebied van de Gadeni, een Schotse stam die leefde in een gebied dat nu in het Schotse Scottish Borders en het Engelse Northumberland ligt. Men vermoedt dat de letters Cad in de inscriptie naar deze stam, de Gadeni of Cadeni verwijst. Andere mogelijkheden zijn dat het naar Gaedhal of Gael verwijst, de Schots-Keltische stam die de Schots-Gaelische taal spreekt, of dat Cad afstamt van catu, waarbij Deo Mogonito Cad... zou staan voor aan de oorlogsgod Mogons.
De Vindolanda-inscriptie luidt: DEO MOGVNTI ET GENIO LOCI LVPVL VSM (Aan de god Mogons en de beschermgeest van deze plaats heeft Lupulus verdiend zijn geloftes vervuld)
De inscriptie op het altaar van fort Voreda luidt: DEO MOVNTI PRO SALVE ...STI VSLM DEO SILVANO VOTVM LET POSVVIT (Aan de god Mogons, voor het welzijn ...stus, welwillend en verdiend vervulde (hij) zijn belofte. Aan de god Silvanus werd dit opgericht, in de hoop (te voorkomen) een dood) De weggevallen letters voor STI duiden op een naam, eindigend op -stus. VSLM staat voor Votum Solvit Libens Merito.
De in het Castra Exploratorum gevonden altaarsteen had de inscriptie: DEO MOGONT VITIRE SAN AEL SECVND VSLM (aan de eerbiedwaardige god Mogons Veteris, Aelius Secundu, welwillend en verdiend vervulde (hij) zijn belofte) Hier is Mogons gekoppeld aan de Keltische god Veteris (Vitiris).

## Etymologie
Men vermoedt dat Mogons een personificatie is van het Engelse woord Might (Macht); dit zou ook verklaren waarom de Romeinse soldaten altaren voor deze godheid oprichtten, omdat de soldaten zich meer op hun gemak zouden voelen bij de adoptie van een lokale god als Mogons dan bij de machtige Romeinse oorlogsgod Mars.
Het woord Mogons zou zijn afgeleid van het Keltische mako- (vergroot) of magyo- (groot), waarmee Mogons letterlijk "de grote" betekent.
Abnoba · 
Ancamna ·
Andarta ·
Andraste ·
Anu ·
Artio · 
Arduinna · 
Arvernorix · 
Aufaniae · 
Ategnissa · 
Aveta · 
Badb ·
Banba ·
Belenos ·
Belisama · 
Bormo · 
Branwen ·
Breg ·
Bres ·
Breogán ·
Brigantia · 
Bussurigios · 
Cailleach ·
Camulos ·
Caturix · 
Cernunnos ·
Cicollos · 
Cissonius · 
Cú Chulainn ·
Dagda ·
Danu ·
Domnu ·
Epona ·
Ériu ·
Esus ·
Fand ·
Fódla ·
Gontia · 
Grannus · 
Gwendolyn ·
Herecura · 
Icovellauna · 
Intarabis · 
Inciona ·
Iouga ·
Lí Ban ·
Litavis · 
Llŷr ·
Loucetius · 
Lugh ·
Lugos · 
Luxovius ·
Macha ·
Marrigu ·
Matres ·
Mogons · 
Mogontia · 
Morrigan ·
Nemain ·
Nemetona · 
Ogma ·
Ogmios · 
Poeninus · 
Ritona · 
Rhenus · 
Rosmerta · 
Seela ·
Sequana ·
Sídhe ·
Suleviae ·
Taranis · 
Toutiorix · 
Teutanus · 
Teutates ·
Tuatha Dé Danann ·
Vassocaletis · 
Vellaunus ·
Vosegus · 
Xulsigiae